# 李心意
李心意（1962年6月14日—），广东人，中国女子网球运动员。她曾获得1986年亚洲运动会网球比赛女子单打和女子团体金牌。她也曾在20世纪80年代数次代表中国参加協會盃。